# Mycale babici
Mycale babici är en svampdjursart som först beskrevs av de Laubenfels 1936.  Mycale babici ingår i släktet Mycale och familjen Mycalidae.
Artens utbredningsområde är Adriatiska havet. Inga underarter finns listade i Catalogue of Life.